# Setra S 315 UL

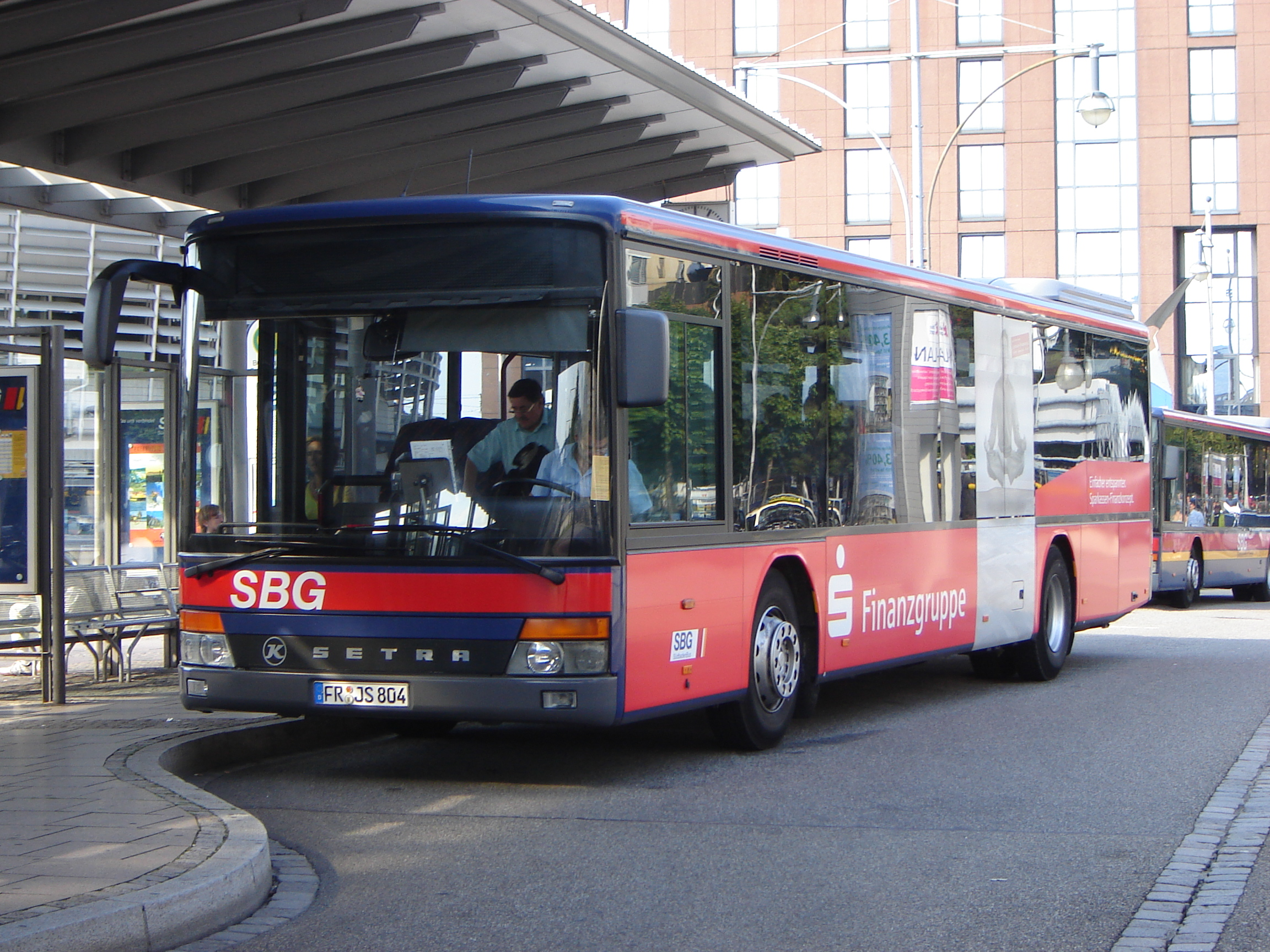
Setra S 315 NF

Setra S 315 UL — пригородный автобус серии MultiClass 300, выпускаемый немецкой компанией Setra с 1995 по 2006 год.

## История
Автобус Setra S 315 UL был представлен в Ганновере в сентябре 1994 года. Серийно автобус производился с начала 1995 года в Ной-Ульме. С 1996 года автобус производился с наклонной передней частью (S 315 UL-GT).
В 2003 году автобус прошёл фейслифтинг задней части, место водителя был обновлено. Замок зажигания, который ранее был установлен на приборной панели, перенесён под рулевое колесо.
Изначально автобус оснащался дизельным двигателем OM 447 hLA. С 1996 года автобус оснащался двигателем MAN D 2866 LUH. После введения стандарта Евро-3 с 2001 года автобус оснащался дизельным двигателем OM 457 hLA.

## Модификации
- Setra S 315 NF — низкопольный вариант Setra S 315 UL.
- Setra S 315 H — аналог Setra S 315 UL с увеличенной высотой пола.

## Галерея

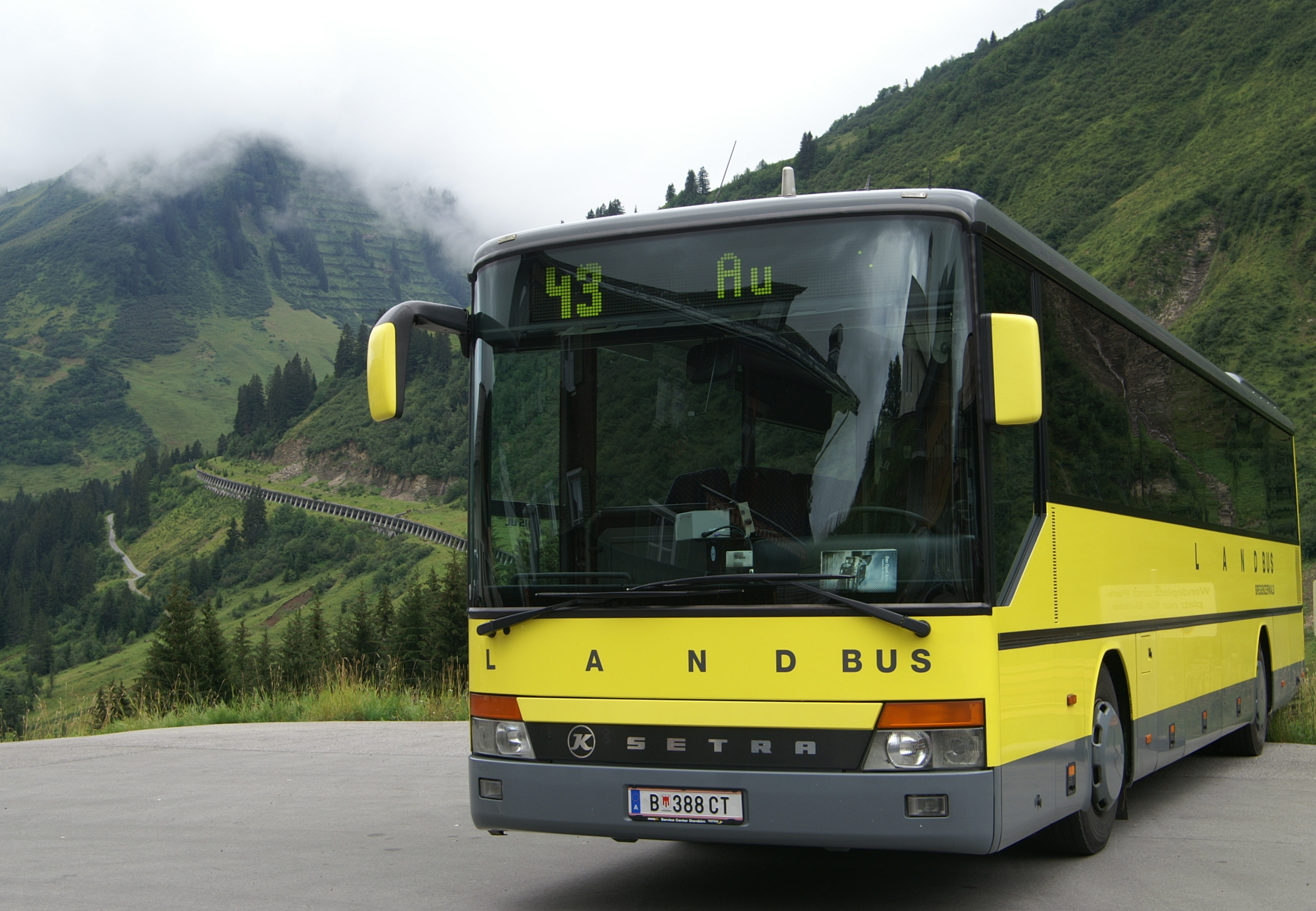
Setra S 315 UL
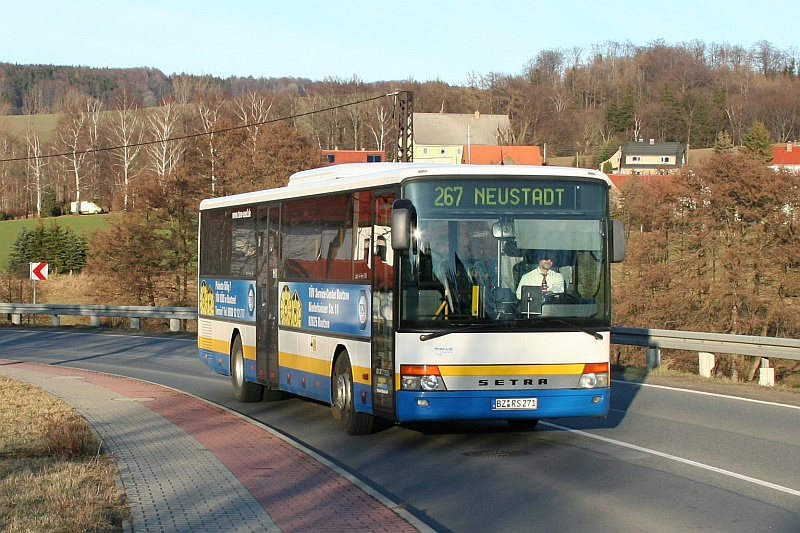
Фейслифтинг модели
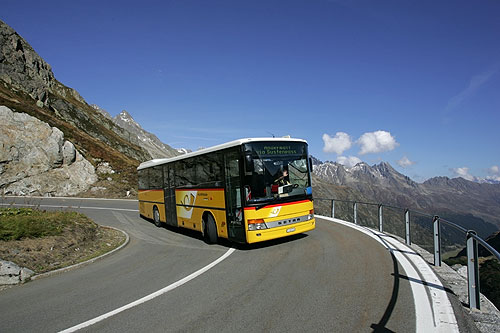
Фейслифтинг модели
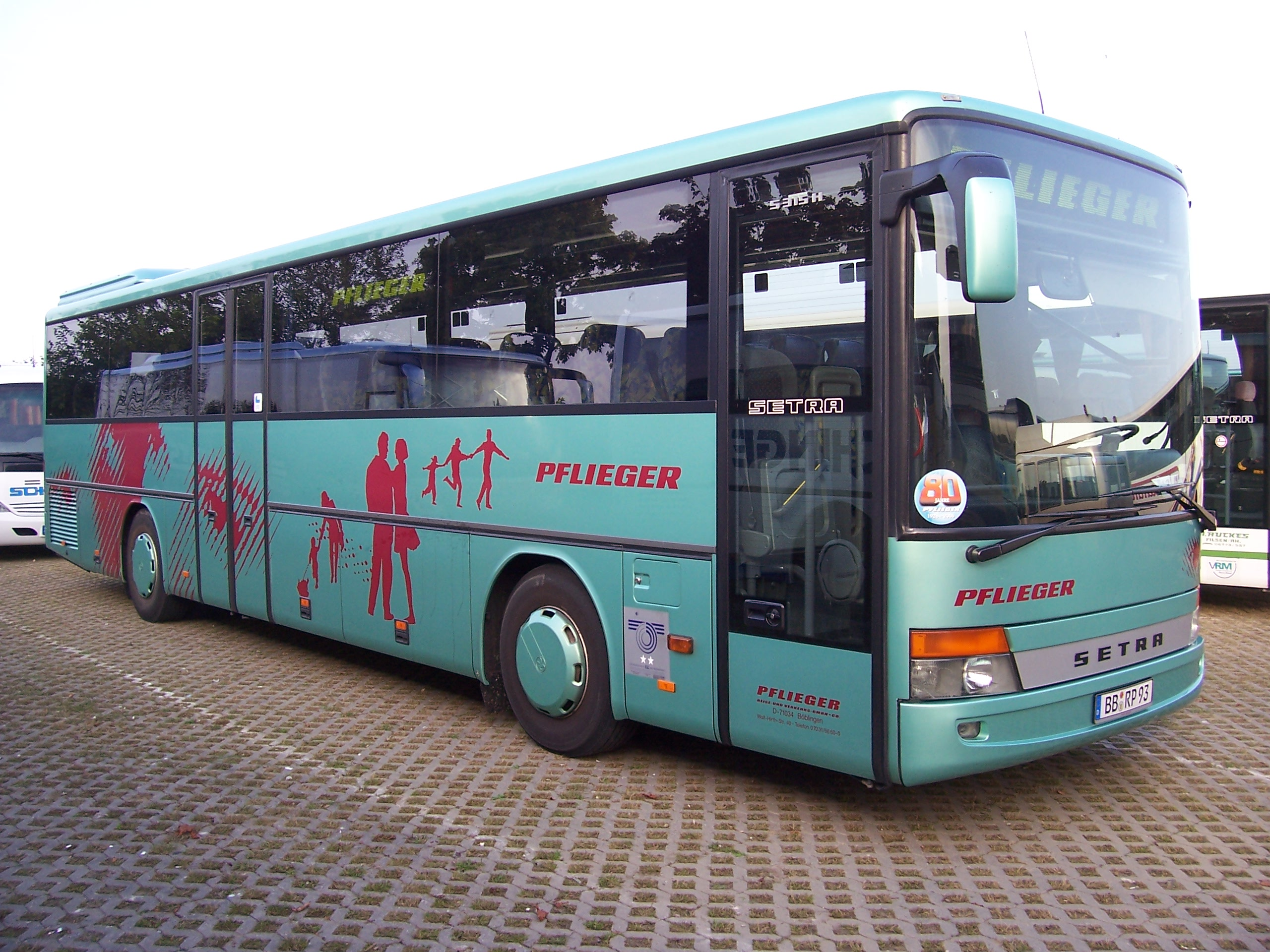
Setra S 315 H в Мангейме
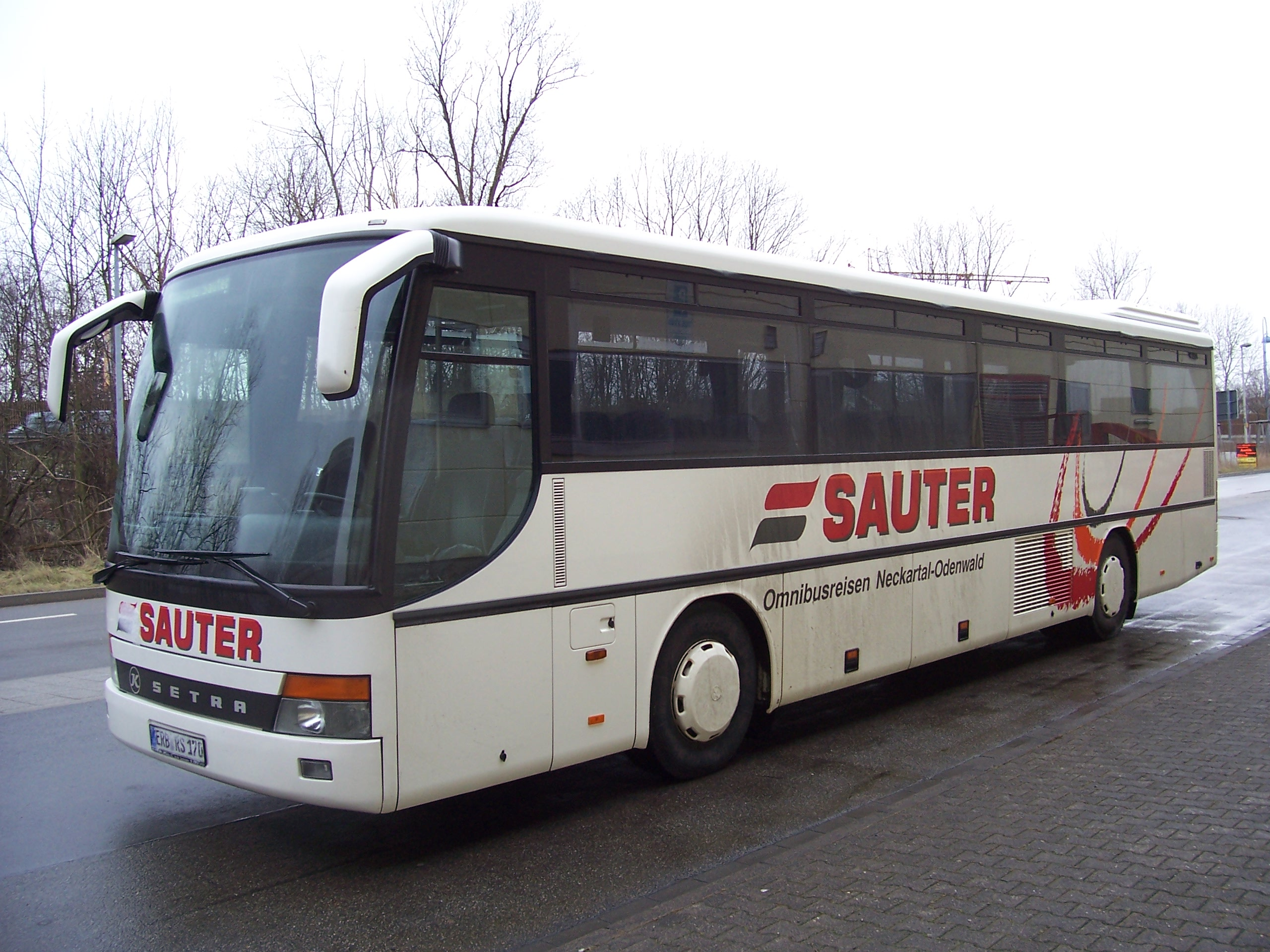
Setra S 315 UL с наклонной передней частью
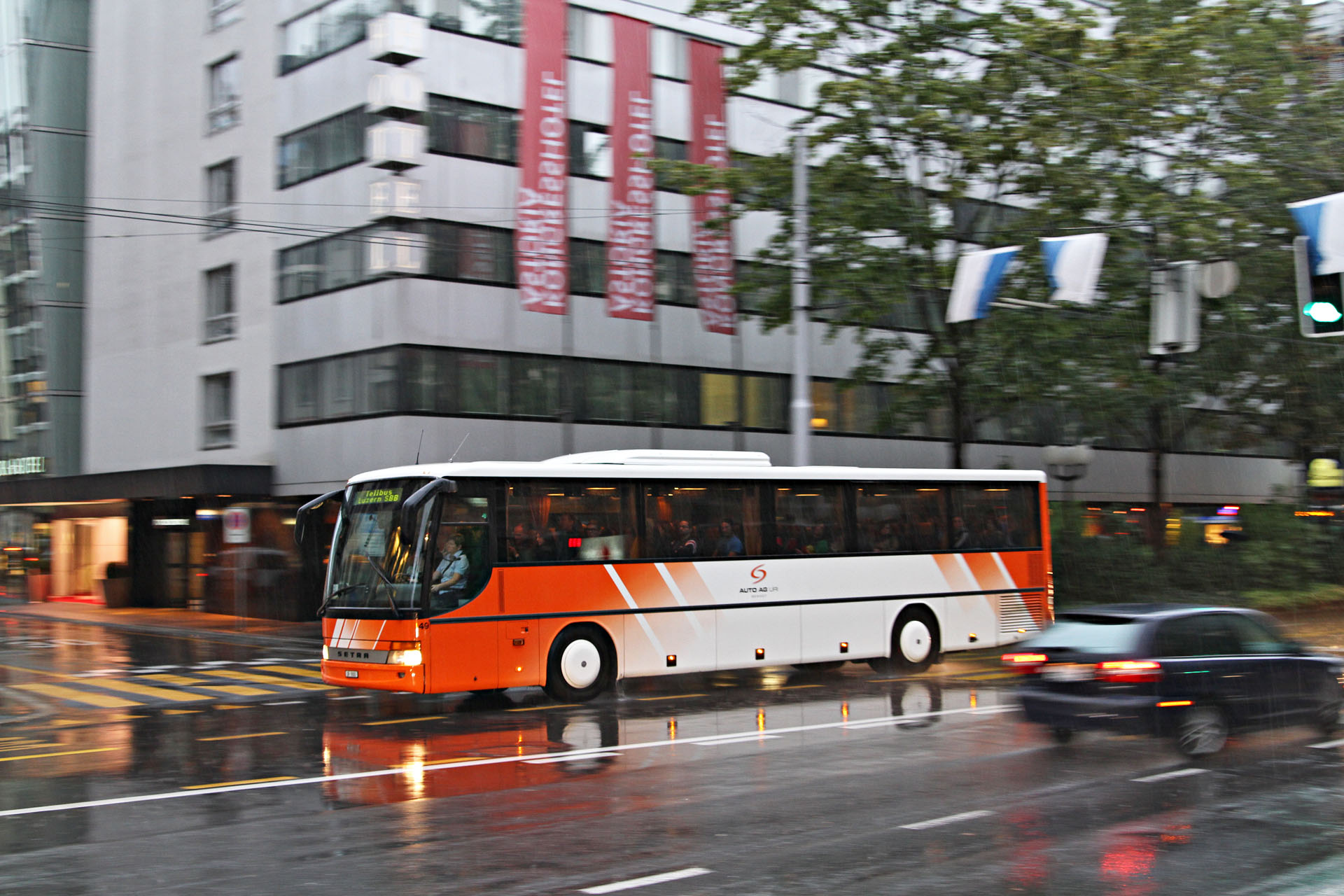
Фейслифтинговый вариант с наклонной частью
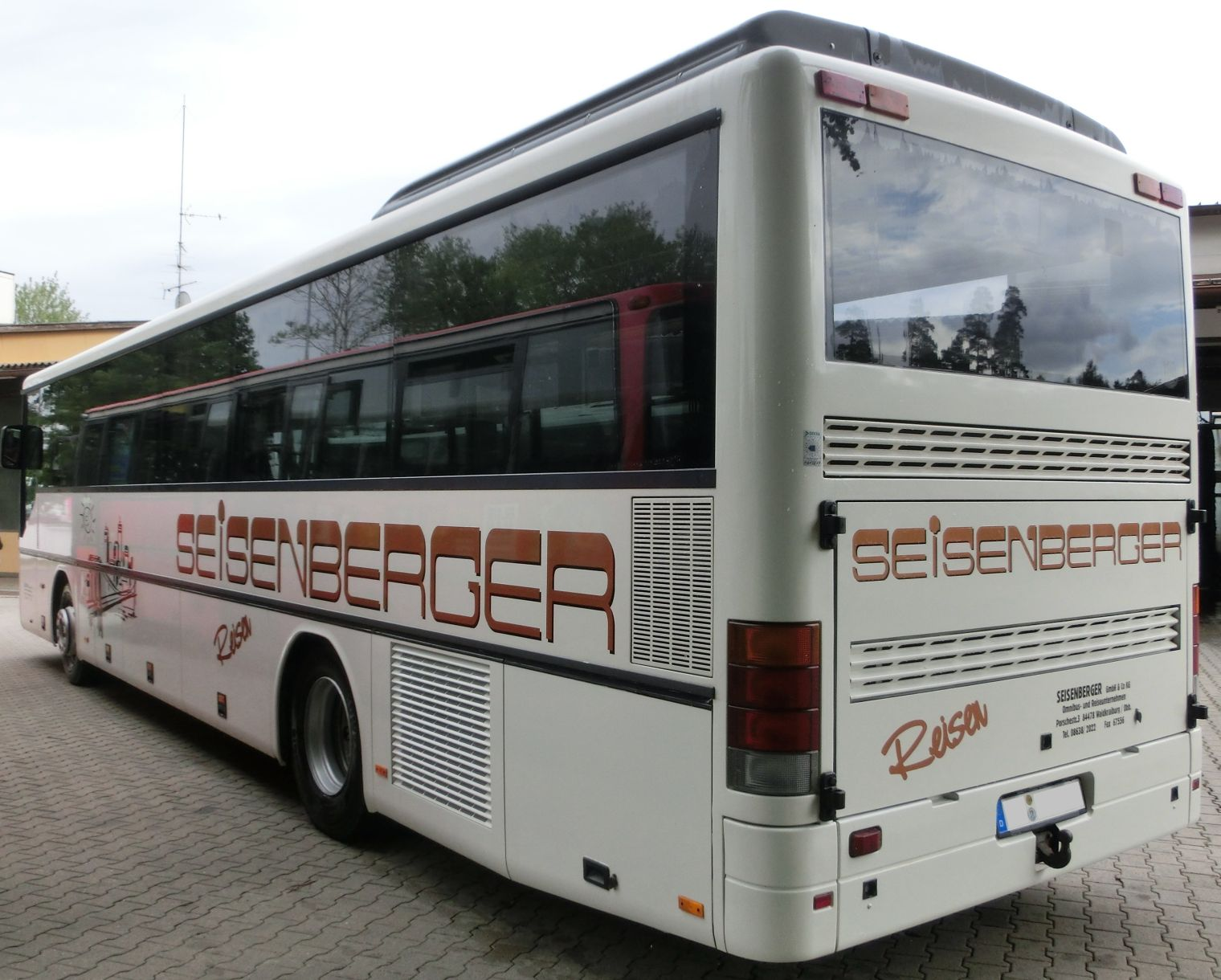
Вид сзади
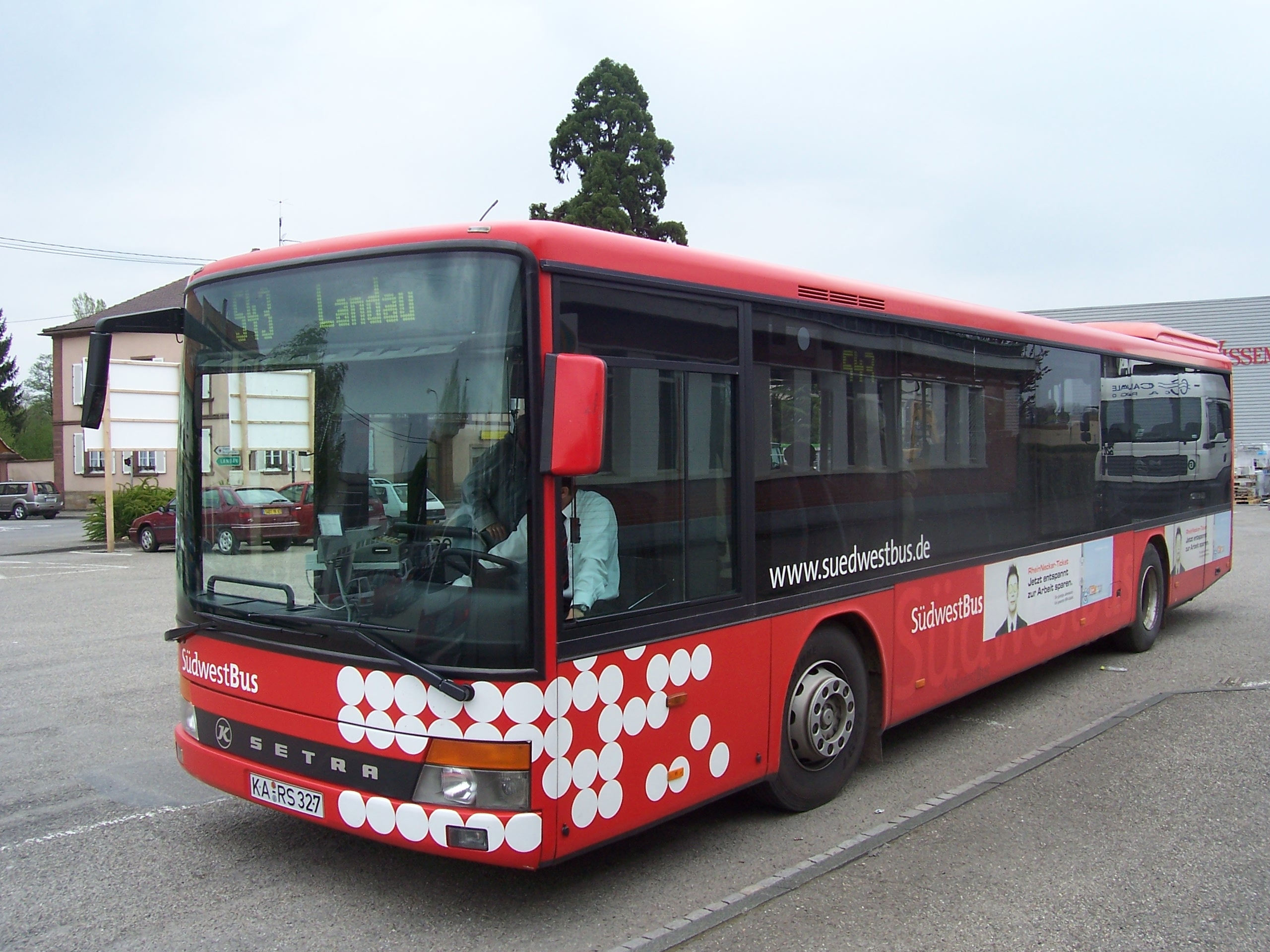
Setra S 315 NF